# Sven-Harry Åkesson
Svenharry Åkesson, född 12 mars 1940, är en svensk bildesigner. 

## Biografi
Åkesson började bygga sin första bil 1959 som en tävlingsbil för Formel Junior, men efter ett tag kom han på att konstruktionen skulle bli för tung så bygget avbröts. 1961 började han på en annan Formel Junior-bil som han kallade Spider Mark I. Den var 3,5 meter lång och med en hjulbas på 2,2 meter. Som högst var den 77 cm hög. Motorn var en BMC-A kopplad till en växellåda från Volkswagen. Styrningen kom från en Lloyd. 
1962 byggde han en Mark II som också drevs med en BMC-A-motor. 1965 kom Spider Mark III, fortfarande med samma motor men trimmad av Speedwell. Den följdes av Mark IV. Han fortsatte bygga en ny bil åt sig själv varje år och några till åt intresserade köpare. Omkring 20 formelbilar byggdes.
I början av 1980-talet närmade sig hans son sin artonårsdag och Svenharry Åkesson började bygga en bil åt sonen. Bilen blev klar 1983 och kallades Silver Hawk. Den använde chassit från en Volkswagen 1600 och hade en 107 cm hög, strömlinjeformad kaross med targabåge och uppfällbara framlyktor. 
Bilen visades på en byggsatsbilsutställning i Uppsala och många blev intresserade av den, varpå Åkesson grundade Plastinova för att producera byggsatser. Byggsatserna såldes antingen med eller utan chassi, eftersom man kunde välja om man ville använda Volkswagenchassit eller ett gjort i stålrör. Senare uppdaterades chassit för mittmotor. Plastinova sålde 330 karosser och 20 chassin. 1986 såldes tillverkningsrättigheterna till en person i Finland som fortsatte produktionen åtminstone fram till 1997.
1987 designade Sven-Harry Åkesson en ny bil kallad Sethera. Den hade dörrar som öppnades framåt/uppåt och flipfront fram och bak. Den var 418 cm lång och vägde 100 kg. Bilen tillverkades av Sh-Design i Landskrona och som med Silver Hawk kunde man antingen använda folkachassi eller ett chassi av stålrör som tålde en starkare motor. Omkring 200 Setheras såldes, huvudsakligen i Sverige. 1989 mötte Åkesson en fransman som var intresserad av att sälja Sethera ute i Europa. Detta krävde en omdesign kallad Sethera Mk1 som använde Ford-delar. Bara ett fåtal Sethera Mk1 tillverkades i Sverige innan produktionen flyttades till Nederländerna 1991. Där tillverkades de åtminstone så sent som 1997. De såldes också som färdiga bilar baserade på delar från Audi 100.
Efter det anlitades Svenharry Åkesson för att bygga en extrem gatbil kallad Sethera Falcon. Det siktades på en vikt på 700 kg och 380 hästkrafter, som skulle ge en topphastighet på över 360 km/h. Då finansieringen uteblev stannade projektet upp efter att chassikonstruktionen påbörjats. Det halvfärdiga chassit lades åt sidan 1993 i avvaktan på pengar.
Hösten 1994 kontaktades Svenharry av Christian von Koenigsegg som hade sett det halvfärdiga mittmotorchassit utannonseras i tidningen Bilsport. Christian tyckte att det såg ut som en bra bas att utgå från för den första Koenigseggprototypen som Christian ritat.
Efter att Sven-Harry visat Christian chassit så blev Sven-Harry och hans son ombedda att jobba tillsammans med Christian och Koenigseggs övriga personal för att vidareutveckla chassit samt skapa en första prototypkaross till bilen, enligt design av Christian och David Crafoord. 
Det arbetades dygnet runt i Svenharrys verkstad från våren 1995 till december samma år. Därefter flyttades påbörjad fullskalemodell (utan öppningar) och första utkast till chassi till Koenigsegg i Olofström. Väl där skapades de slutgiltiga hjulgeometrierna och stötdämparlösningarna. Motorn sänktes också lägre ned i chassit för att passa bilens beteende och prestanda. Även förarstol, rattposition och pedalkonstruktioner uppdaterades för att passa bilen. En chassisgigg  togs fram och det första komplett körbara chassit till Koenigsegg CC-prototypen togs fram. Karosspluggen vidareutvecklades även för att komma närmare Christian och Davids ursprungsdesign och alla karossfunktioner och öppningar skapades, såsom dörrar, huvar, kofångare, avtagbart tak mm. Den första Koenigsegg CC-prototypen rullades sedan ut ur Koenigseggs lokaler sommaren 1996 och bilen visades upp för första gången på Anderstorp Raceway under BPR-tävlingarna tillsammans med Picko Troberg och Rickard Rydell som testkörde bilen.  
1995 byggde Sven-Harry Åkesson färdigt sin nästa bil. Det var en kopia av AC Cobra för sonen Per-Gunnar. Ingen produktion var planerad, men produktionen av ett fåtal sådana bedrivs numera av sonen Per-Gunnar. Ramen av s.k. "backbone"-typ är konstruerad av Sven-Harry och är otroligt lätt och vridstyv, och dessutom tillverkad i Chrome-moly.